# Antonio Rizzo (politico)
Antonio Rizzo (Sarno, 2 febbraio 1954) è un politico italiano.

## Biografia
Laureato in medicina e chirurgia. Impegnato in politica con Alleanza Nazionale, viene eletto per la prima volta deputato alle elezioni del 1994, confermando poi il seggio a Montecitorio anche nel 1996. Rimane in carica fino al 2001. 
Nello stesso anno viene eletto consigliere comunale con AN a Sarno, lasciando la carica circa nel luglio dello stesso anno.